# Pterolophia ovalis
Pterolophia ovalis är en skalbaggsart som beskrevs av Stefan von Breuning 1938. Pterolophia ovalis ingår i släktet Pterolophia och familjen långhorningar. Inga underarter finns listade i Catalogue of Life.